# Sonia Karlsson
Sonia Christina Karlsson, född 8 januari 1946 i Linköping, är en svensk politiker (socialdemokrat). Hon var ordinarie riksdagsledamot 1988–2010, invald för Östergötlands läns valkrets. Hon är utbildad undersköterska.